# Erich Christian Klevesahl

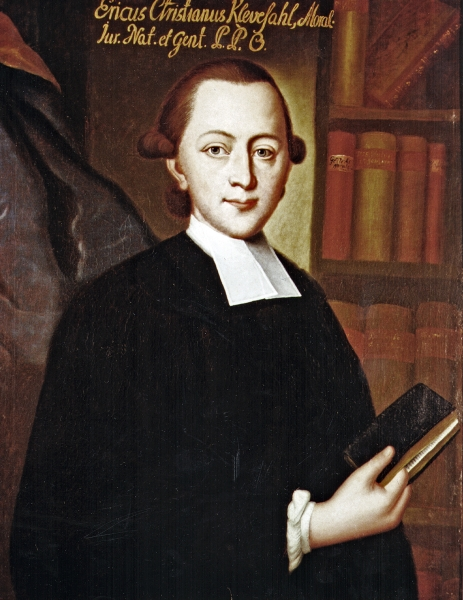
Erich Christian Klevesahl in der Gießener Professorengalerie

Erich Christian Klevesahl (* 7. März 1745 in Wismar; † 5. Juli 1818 in Dürkheim an der Haardt) war ein deutscher Philosoph, Historiker und Theologe, der als Professor der Philosophie an der Universität Gießen lehrte.

## Leben
Erich Christian Ludwig Klevesahl war der Sohn von Joachim Friedrich Klevesahl und seiner Ehefrau Barbara Maria, geborene Voigt. Er studierte ab 1761 Philosophie und Theologie in Rostock, Jena und Gießen.
1768 wurde Klevesahl Magister an der Universität Gießen und im Folgejahr dort Privatdozent. 1769 ernannte die Universität Gießen ihn zum außerordentlichen Professor der Philosophie und 1771 zum ordentlichen Professor der Geschichte. Von 1769 bis 1771 war er damit betraut, das Giesser Wochenblatt zu redigieren, eine Aufgabe, die reihum den Professoren der Universität oblag. 1773 wurde er ordentlicher Professor des Naturrechts und der Moral (womit das Fach Ethik gemeint war) in Gießen. 1777 wurde er zum Vesperprediger in Gießen ernannt, bei Beibehaltung seiner philosophischen Professur.
Der Graf von Leiningen-Dagsburg-Hardenburg ernannte Klevesahl 1779 zum Superintendenten und Konsistorialrat, Oberpfarrer und Scholarch in Dürkheim. 1803 wurde er Superintendent und Konsistorialrat in Amorbach.

## Schriften
- mit Johann Stephan Müller: Die Weisheit Gottes bei dem frühen Tode der Gerechten. 1768.
- Den frohen Tag der Durchreise der Prinzessin Friderica Louisa, verlobten Prinzessin von Preußen durch Giessen feiert .... 1769.
- De usu, quem ex litteris elegantioribus capiant studia altiora. Um 1770.
- Denkwürdige Confirmations-Handlung der taubstummen Fräulein von T** mit einer bitte an Menschenfreunde. 1770.
- E. C. Klevesahl's Gedichte und Abhandlungen. 1772.
- mit Georg Christian Gebauer: Nova iuris naturalis historia. 1774.
- Evangel. wichtige Wahrheiten, in Catechismus- und einigen andern Predigten öffentlich vorgetragen. 1776.